# Opowieści weekendowe: Urok wszeteczny
Opowieści weekendowe: Urok wszeteczny – polski film obyczajowy z roku 1996 w reżyserii Krzysztofa Zanussiego.

## Fabuła
Karol jest pracownikiem naukowym po trzydziestce. Odczuwa frustrację konfrontując dorabiających się wokół ludzi ze swoim niskim poziomem życia. Żona załatwia mu więc pracę u fotografa reklamowego, który kontaktuje go z pewnym wpływowym milionerem.

## Obsada
- Maciej Robakiewicz – Karol Zaremba
- Zbigniew Zapasiewicz – hrabia
- Katarzyna Herman – Iwona, żona Karola
- Jolanta Rzaczkiewicz – Józefa, kucharka
- Krzysztof Janczar – fotograf Jacek
- Bartosz Jarzymowski – Efeb
- Anna Maj – modelka
- Lech Sołuba – ogrodnik
- Małgorzata Werner – modelka